# Continuidad del Registro del Cuidado
Registro del Cuidado Continuado, a menudo referido simplemente como RCC o CCR (por el nombre inglés Continuity of Care Record) es una especificación estándar de los registros médicos desarrollada en conjunción por ASTM International, Massachusetts Medical Society (MMS), Healthcare Information and Management Systems Society (HIMSS), American Academy of Family Physicians (AAFP), American Academy of Pediatrics (AAP), y otras empresas desarrolladas con la medicina informatizada.

## El estándar CRC
El estándar CRC es un estándar para el registro del resumen médico de pacientes. Es una forma de crear documentos flexibles que contienen la información más relevante e importante por el factor tiempo sobre un paciente, y para enviarlos electrónicamente de un responsable sanitario a otro. Contiene varias secciones tales como datos demográficos, datos sobre seguros médicos, diagnosis y problemas, medicaciones, alergias y planes de cuidados médicos. Representan una "imagen" del estado de un paciente que puede resultar útil en el momento de un encuentro clínico. El estándar CRC de ASTM está diseñado para ser creado con facilidad por un experto sanitario usando un registro clínico electrónico (RCE) tras recibir tratamiento.
Debido a que está creado con el lenguaje de intercambio de datos estándar conocido como XML, un CRC puede ser potencialmente creado, leído e interpretado por cualquier aplicación RCE. Un CRC también puede ser exportado a otros formatos, como PDF y Office Open XML (Formato de Microsoft Word 2007).

## Ejemplos de Usos del estándar CRC
No hay un registro formal de los usos del estándar por parte de individuos o grupos, lo siguiente es solo una descripción de ejemplo de uso del estándar.
Microsoft utiliza el estándar CRC para establecer la conexión entre HealthVault y otros sistemas de información. 
Google Health, la plataforma de RCE personal ofrecida por Google soporta parte del estándar CRC y lo emplea con exclusividad para el intercambio de datos médicos. La información sobre la implementación del CRC en Google Health, así como otra información para desarrolladores sobre como leer y enviar datos a la plataforma está disponible en la página del API para Google Health.